# Jon Largiadèr
Jon Largiadèr (* 9. April 1947; heimatberechtigt in Santa Maria Val Müstair) ist ein Schweizer Gefässchirurg. Er ist Professor der Universität Zürich.

## Werdegang
Largiadèr studierte von 1967 bis 1974 an der Universitätsspital Zürich Medizin, was er 1974 mit der Dissertation Experimentelle Pankreas-Konservierung mit hypothermer Dauerperfusion abschloss. 1975 absolvierte er eine Spezialausbildung für Endoskopie an der medizinischen Poliklinik der Uniklinik Zürich. Anschliessend war er bis 1976 Assistenzarzt im städtischen Krankenhaus Rorschach, worauf eine Tätigkeit am Universitätsspital Zürich folgte, die er zuletzt als Oberarzt 1988 aufgegeben hat, um eine Stelle als Chefarzt an der Chirurgischen Klinik Thurgau, Kantonsspital Frauenfeld, anzunehmen. 1983 absolvierte er die zweite Spezialausbildung für Neurotraumatologie an der neurochirurgischen Klinik des Universitätsspitals Zürich. 1987 reichte Largiadèr seine Habilitation mit Thema Technisches und taktisches Konzept zur Revaskularisation der Unterschenkelarterien ein. 1983 absolvierte er die Prüfung zum Facharzt für Chirurgie.
Von 1993 bis 1997 war er Chefarzt der Chirurgischen Klinik und Departementsvorsteher Chirurgie, Kantonsspital Luzern. Während dieser Zeit wurde er 1996 zum Titularprofessor ernannt. Ab 1997 ist Largiadèr Belegarzt mehrerer Kliniken und war 2002–2006 fachlicher Leiter der Gefässchirurgie am Spital Limmattal Schlieren.

## Wissenschaftliche Leistung
Largiadèr übt seit 1981 medizinische Lehre an der Universität Zürich aus. Er war 1991 Mitbegründer des internationalen Kurses zur Ausbildung in Gefässnahttechniken Zermatt Vascular. Für die gefässchirurgische Nahttechnik entwickelte er realitätsgerechte Beinmodelle zu Simulationszwecken. Ausserdem entwickelte er ein Abdomen-Modell zur Simulation von Eingriffen an Bauchschlagader, Nieren- oder Beckenarterien.
Largiadèr ist Mitbegründer und Mitherausgeber der Zeitschrift „Gefäßchirurgie“.

## Preise und Ehrungen
1987 erhielt er den Preis der Schweizerischen Gesellschaft für Chirurgie und den Stierli-Preis der Universität Zürich (Dissertationsschrift).
Von der deutschen und österreichischen Gesellschaft für Gefäßchirurgie wurde er als Korrespondierendes Mitglied geehrt.

## Veröffentlichungen (Auszug)
- J. Largiadèr, W. Blättler & B. Gloor: Therapeutic Concept für Acute Leg and Pelvic Venous Thrombosis. In: Acta chirurgica belgica. Nr. 102, 2002, S. 356–361.
- B. Gloor & J. Largiadèr: Leading Article; surgical Treatment of Deep Venous Reflux. In: Eur J Vasc Endovasc Surg. Nr. 13, 1997, S. 98–100.
- B. Gloor, M. Müller, A. Wildisen & J. Largiadèr: Stellenwert der Chirurgie 1996 in der Behandlung der akuten tiefen Becken-Beinvenen-Thrombose. In: Gefässchirurgie. Nr. 1:91-97. Springer-Verlag, 1996.
- Ch. L. Zollikofer, F. Antonucci, M. Pfyffer, F. Redha, E. Salomonowitz, G. Stuckmann, J. Largiadèr & A.H. Marty: Arterial Stent Placement with Use of the Wallstent: Midterm Results of Clinical Experience. In: Journal of Radiology. Nr. 179, 1991, S. 449–456.
- Jon Largiadèr: Lehrbuch und Atlas der Gefässchirurgie am Unterschenkel. Hans Huber, Bern 1987.
- J. Largiadèr & M. Peter: A. Surgical Strategy for femoro-crural Reconstruction. In: Journal of Thoracic and Cardiovascular Surgery. Nr. 1, 1987, S. 205–212.
- Jon Largiadèr: Experience with 350 Crural Arterial Reconstructions: Analysis and Conclusions. In: Journal of Thoracic and Cardiovascular Surgery. Nr. 33/3, 1985, S. 146–156.
- Jon Largiadèr: Bellow-knee arterial reconstructions with glutaraldehyde-tanned human umbilical vein cords: 3-year resuits. In: Journal of Thoracic and Cardiovascular Surgery. Nr. 33, 1985, S. 377–381.
- Jon Largiadèr: Kruropedale Rekonstruktionen bei peripherem arteriellem Querschnittsverschluss im distalen Unterschenkel (Fallberichte). In: Vasa. Nr. 13/1, 1984, S. 24–31.
- Jon Largiadèr & U. Brunner: Arterieller Gefässersatz mit Homovene in Extremsituationen. In: Vasa. Nr. 10/3, 1981, S. 218–223.